# Греція на літніх Олімпійських іграх 1956
Греція на літніх Олімпійських іграх 1956 виборола 1 бронзову медаль, вперше після 1920 року.

## Медалісти
| Бронза |                  |                                     |
| №      | Спортсмени       | Вид спорту (дисципліна)             |
| 1      | Георгіос Рубаніс | Легка атлетика (Стрибки з жердиною) |